# Alfågeln
Die Alfågeln ist eine Fähre der finnischen Reederei Ålandstrafiken.

## Geschichte
Das Schiff wurde unter der Baunummer 71 auf der Werft Sigbjörn Iversen in Flekkefjord gebaut. Die Kiellegung fand am 1. Dezember 1989, der Stapellauf am 4. August 1990 statt. Fertigstellung und Ablieferung des Schiffes erfolgten am 22. Oktober 1990.
Die Fähre wurde im Oktober 1990 auf der Strecke zwischen Hummelvik, Enklinge, Kumlinge, Lappo und Torsholma in Dienst gestellt. Betrieben wird die Verbindung von der zur Rederiaktiebolaget Gustaf Erikson und zur Finlands Skärgårdsrederi gehörenden Reederei Ansgar.
Der Entwurf der Fähre stammte vom Schiffsarchitekturbüro ILS in Turku.

## Technische Daten und Ausstattung
Das Schiff wird von einem Wärtsilä-Vasa-Dieselmotor (Typ: 16V22) mit 2600 kW Leistung angetrieben. Der Motor wirkt über ein Getriebe auf einen Propeller. Das Schiff ist mit einem Bug- und einem Heckstrahlruder ausgestattet. Für die Stromerzeugung an Bord stehen zwei von Scania-Dieselmotoren angetriebene Generatoren zur Verfügung.
Die Fähre verfügt über ein durchlaufendes Fahrzeugdeck. Dieses ist über eine Bug- und eine Heckrampe zugänglich. Die Zufahrt über die Bugrampe ist 4,2 m, die über die Heckrampe 4,3 m breit. Vor der Bugrampe befindet sich ein nach oben aufklappbares Bugvisier. Auf dem Fahrzeugdeck stehen rund 441 m² Fläche zur Verfügung. Die maximale Achslast auf dem Fahrzeugdeck beträgt 15 t, die nutzbare Höhe 4,25 m. In das Fahrzeugdeck sind zwei weitere, höhenverstellbare Decks eingehängt. Das Fahrzeugdeck ist im hintersten Bereich des Decks offen.
Unterhalb des Fahrzeugdecks befinden sich im hinteren Bereich der Maschinenraum sowie verschiedene Betriebsräume. Im vorderen Bereich des Decks befindet sich unter anderem ein Aufenthaltsraum für Passagiere. Oberhalb des Fahrzeugdecks befindet sich ein Deck mit einem weiteren Aufenthaltsraum für Passagiere. Hier ist auch ein Kiosk eingerichtet. Im hinteren Bereich des Decks befindet sich ein Sonnendeck. Auf dem darüber liegenden Deck befinden sich unter anderem acht Einzelkabinen für die Schiffsbesatzung. Die Brücke des Schiffs befindet sich im vorderen Bereich der Decksaufbauten. Sie ist über die gesamte Breite geschlossen und geht zur besseren Übersicht etwas über die Schiffsbreite hinaus. Der Rumpf des Schiffes ist eisverstärkt (Eisklasse 1A).
Das Schiff ist für die Küstenfahrt zugelassen. An Bord ist Platz für circa 52 Pkw. Die Fähre ist für 300 Passagiere zugelassen. Vermarktet wird die Fähre für 44 Pkw und 244 Passagieren.